# Världsmästerskapet i handboll för damer 2011
Världsmästerskapet i handboll för damer 2011 var det 20:e världsmästerskapet i handboll för damer som spelades i delstaten São Paulo i Brasilien den 2–18 december 2011 , och därmed var Brasilien första stat i Amerika där ett seniorvärldsmästerskap i handboll avgjordes. Norge vann finalen över Frankrike med 32-24 och blev världsmästare för andra gången. Spanien tog bronset efter seger mot Danmark med 24-18.

## Hemmalag
Den 13 juli 2007 meddelade det internationella handbollsförbundet (IHF) att tre ansökningar gjorts om att få arrangera slutomgångarna:
- Australien
- Brasilien
- Nederländerna

Nederländerna hade tidigare anordnat turneringen två gånger 1971 och 1986, men slutomgången hade aldrig tidigare spelats i Sydamerika eller Oceanien.
Den 23 maj 2008 meddelade det internationella handbollsförbundet att bara Brasilien hade fortsatt intresse i att få arrangera, och att man förväntade sig fatta beslutet av arrangör på ett möte i oktober 2008, men först i februari 2009 kunde det brasilianska handbollsförbundet meddela officiellt att Brasilien skulle anordna turneringen.

## Kvalificerade länder
Följande länder var kvalificerade för Handbolls-VM 2011:
Värdnation
- Brasilien

Regerande världsmästare
- Ryssland

Not: Inom parentes står det hur många platser varje kontinent hade, vilket gav totalt 22 länder. Utöver dessa hade värdnationen och de regerande världsmästarna varsin direktplats till turneringen
| Europa (11 platser)                                         | Europa (11 platser)                                                 | Afrika (3 platser)                  | Asien (4 platser)                   | Amerika (3 platser)                    | Oceanien (1 plats) |
| ----------------------------------------------------------- | ------------------------------------------------------------------- | ----------------------------------- | ----------------------------------- | -------------------------------------- | ------------------ |
| Norge · Rumänien · Ryssland · Sverige · Danmark · Frankrike | Island · Kroatien · Montenegro · Nederländerna · Spanien · Tyskland | Angola · Elfenbenskusten · Tunisien | Japan · Kazakstan · Kina · Sydkorea | Brasilien · Argentina · Kuba · Uruguay | Australien         |

## Lottningen
Gruppindelningen lottades fram klockan 21:00 (lokal tid) den 2 juli 2011 i São Bernardo do Campo, Brasilien. Seedningen tillkännagavs den 24 juni 2011.
| Pott 1                                  | Pott 2                                         | Pott 3                                          | Pott 4                                       | Pott 5                                    | Pott 6                                  |
| --------------------------------------- | ---------------------------------------------- | ----------------------------------------------- | -------------------------------------------- | ----------------------------------------- | --------------------------------------- |
| - Ryssland - Norge - Sverige - Rumänien | - Danmark - Kazakstan - Frankrike - Montenegro | - Nederländerna - Kroatien - Brasilien - Angola | - Sydkorea - Tyskland - Tunisien - Argentina | - Kina - Spanien - Elfenbenskusten - Kuba | - Japan - Island - Uruguay - Australien |

### Gruppindelning
Efter att lottningen var avklarad spelade följande länder i grupperna :
| Grupp A                                                  | Grupp B                                                                  | Grupp C                                                      | Grupp D                                                                |
| -------------------------------------------------------- | ------------------------------------------------------------------------ | ------------------------------------------------------------ | ---------------------------------------------------------------------- |
| - Norge - Montenegro - Angola - Tyskland - Kina - Island | - Ryssland - Kazakstan - Nederländerna - Sydkorea - Spanien - Australien | - Rumänien - Frankrike - Brasilien - Tunisien - Kuba - Japan | - Sverige - Danmark - Kroatien - Argentina - Elfenbenskusten - Uruguay |

## Gruppspel

### Spelsystem
De 24 lagen som var med i VM spelade i fyra grupper om sex lag i varje där alla mötte alla en gång. Matcherna spelades mellan den 2 och 9 december 2011. Därefter gick de fyra bästa lagen i varje grupp vidare till åttondelsfinaler, medan lag fem och sex i varje grupp spelade i "President's Cup" där gruppfemmorna gjorde upp om platserna 17–20 och gruppsexorna gjorde upp om platserna 21–24.
|  | Laget till åttondelsfinal      |
|  | Laget till spel om plats 17-20 |
|  | Laget till spel om plats 21-24 |

### Grupp A
Not: S = Spelade matcher, V = Vinster, O = Oavgjorda matcher, F = Förluster, GM = Gjorda mål, IM = Insläppta mål, MS = Målskillnad, P = Poäng
| Lag        | S | V | O | F | GM  | IM  | MS  | P |
| ---------- | - | - | - | - | --- | --- | --- | - |
| Norge      | 5 | 4 | 0 | 1 | 152 | 108 | +44 | 8 |
| Angola     | 5 | 3 | 0 | 2 | 129 | 129 | 0   | 6 |
| Montenegro | 5 | 3 | 0 | 2 | 143 | 115 | +28 | 6 |
| Island     | 5 | 3 | 0 | 2 | 109 | 112 | −3  | 6 |
| Tyskland   | 5 | 2 | 0 | 3 | 120 | 126 | −6  | 4 |
| Kina       | 5 | 0 | 0 | 5 | 98  | 161 | −63 | 0 |

| Inbördes möten avgör placering när tre lag hamnar på samma poäng Island besegrade Montenegro med 22-21 (+1 mål), Angola besegrade Island med 28-24 (+4 mål) och Montenegro besegrade Angola med 28-26 (+2 mål), vilket gjorde att Angola fick +2, Montenegro +1 och Island -3 i inbördes möten |

| Datum           | Spelplats |            |            | Resultat | Typ av match |
| --------------- | --------- | ---------- | ---------- | -------- | ------------ |
| 3 december 2011 | Santos    | Montenegro | Island     | 21 – 22  | Gruppspel    |
| 3 december 2011 | Santos    | Norge      | Tyskland   | 28 – 31  | Gruppspel    |
| 3 december 2011 | Santos    | Angola     | Kina       | 30 – 29  | Gruppspel    |
| 4 december 2011 | Santos    | Tyskland   | Montenegro | 24 – 25  | Gruppspel    |
| 4 december 2011 | Santos    | Kina       | Norge      | 16 – 43  | Gruppspel    |
| 4 december 2011 | Santos    | Island     | Angola     | 24 – 28  | Gruppspel    |
| 6 december 2011 | Santos    | Montenegro | Angola     | 28 – 26  | Gruppspel    |
| 6 december 2011 | Santos    | Norge      | Island     | 27 – 14  | Gruppspel    |
| 6 december 2011 | Santos    | Tyskland   | Kina       | 23 – 22  | Gruppspel    |
| 7 december 2011 | Santos    | Montenegro | Kina       | 42 – 15  | Gruppspel    |
| 7 december 2011 | Santos    | Angola     | Norge      | 20 – 26  | Gruppspel    |
| 7 december 2011 | Santos    | Island     | Tyskland   | 26 – 20  | Gruppspel    |
| 9 december 2011 | Santos    | Angola     | Tyskland   | 25 – 22  | Gruppspel    |
| 9 december 2011 | Santos    | Norge      | Montenegro | 28 – 27  | Gruppspel    |
| 9 december 2011 | Santos    | Kina       | Island     | 16 – 23  | Gruppspel    |

### Grupp B
Not: S = Spelade matcher, V = Vinster, O = Oavgjorda matcher, F = Förluster, GM = Gjorda mål, IM = Insläppta mål, MS = Målskillnad, P = Poäng
| Lag           | S | V | O | F | GM  | IM  | MS   | P  |
| ------------- | - | - | - | - | --- | --- | ---- | -- |
| Ryssland      | 5 | 5 | 0 | 0 | 181 | 99  | +82  | 10 |
| Spanien       | 5 | 4 | 0 | 1 | 151 | 108 | +43  | 8  |
| Sydkorea      | 5 | 3 | 0 | 2 | 164 | 124 | +40  | 6  |
| Nederländerna | 5 | 2 | 0 | 3 | 164 | 142 | +22  | 4  |
| Kazakstan     | 5 | 1 | 0 | 4 | 113 | 133 | −20  | 2  |
| Australien    | 5 | 0 | 0 | 5 | 52  | 219 | −167 | 0  |

| Datum           | Spelplats |               |               | Resultat | Typ av match |
| --------------- | --------- | ------------- | ------------- | -------- | ------------ |
| 3 december 2011 | Barueri   | Kazakstan     | Australien    | 37 – 9   | Gruppspel    |
| 3 december 2011 | Barueri   | Ryssland      | Sydkorea      | 39 – 24  | Gruppspel    |
| 3 december 2011 | Barueri   | Nederländerna | Spanien       | 27 – 34  | Gruppspel    |
| 4 december 2011 | Barueri   | Sydkorea      | Kazakstan     | 31 – 19  | Gruppspel    |
| 4 december 2011 | Barueri   | Spanien       | Ryssland      | 22 – 28  | Gruppspel    |
| 4 december 2011 | Barueri   | Australien    | Nederländerna | 15 – 53  | Gruppspel    |
| 6 december 2011 | Barueri   | Ryssland      | Australien    | 45 – 8   | Gruppspel    |
| 6 december 2011 | Barueri   | Kazakstan     | Nederländerna | 20 – 32  | Gruppspel    |
| 6 december 2011 | Barueri   | Sydkorea      | Spanien       | 26 – 29  | Gruppspel    |
| 7 december 2011 | Barueri   | Nederländerna | Ryssland      | 26 – 35  | Gruppspel    |
| 7 december 2011 | Barueri   | Kazakstan     | Spanien       | 18 – 27  | Gruppspel    |
| 7 december 2011 | Barueri   | Australien    | Sydkorea      | 11 – 45  | Gruppspel    |
| 9 december 2011 | Barueri   | Spanien       | Australien    | 39 – 9   | Gruppspel    |
| 9 december 2011 | Barueri   | Nederländerna | Sydkorea      | 26 – 38  | Gruppspel    |
| 9 december 2011 | Barueri   | Ryssland      | Kazakstan     | 34 – 19  | Gruppspel    |

### Grupp C
Not: S = Spelade matcher, V = Vinster, O = Oavgjorda matcher, F = Förluster, GM = Gjorda mål, IM = Insläppta mål, MS = Målskillnad, P = Poäng
| Lag       | S | V | O | F | GM  | IM  | MS  | P  |
| --------- | - | - | - | - | --- | --- | --- | -- |
| Brasilien | 5 | 5 | 0 | 0 | 162 | 128 | +34 | 10 |
| Frankrike | 5 | 4 | 0 | 1 | 165 | 103 | +62 | 8  |
| Rumänien  | 5 | 2 | 1 | 2 | 139 | 155 | −16 | 5  |
| Japan     | 5 | 2 | 1 | 2 | 138 | 156 | −18 | 5  |
| Tunisien  | 5 | 1 | 0 | 4 | 141 | 150 | −9  | 2  |
| Kuba      | 5 | 0 | 0 | 5 | 119 | 172 | −53 | 0  |

| Datum           | Spelplats |           |           | Resultat | Typ av match |
| --------------- | --------- | --------- | --------- | -------- | ------------ |
| 2 december 2011 | São Paulo | Brasilien | Kuba      | 37 – 21  | Gruppspel    |
| 3 december 2011 | São Paulo | Rumänien  | Tunisien  | 30 – 28  | Gruppspel    |
| 3 december 2011 | São Paulo | Frankrike | Japan     | 41 – 22  | Gruppspel    |
| 5 december 2011 | São Paulo | Kuba      | Rumänien  | 27 – 33  | Gruppspel    |
| 5 december 2011 | São Paulo | Tunisien  | Frankrike | 17 – 25  | Gruppspel    |
| 5 december 2011 | São Paulo | Japan     | Brasilien | 24 – 32  | Gruppspel    |
| 6 december 2011 | São Paulo | Tunisien  | Kuba      | 32 – 29  | Gruppspel    |
| 6 december 2011 | São Paulo | Rumänien  | Japan     | 28 – 28  | Gruppspel    |
| 6 december 2011 | São Paulo | Frankrike | Brasilien | 22 – 26  | Gruppspel    |
| 8 december 2011 | São Paulo | Japan     | Tunisien  | 32 – 31  | Gruppspel    |
| 8 december 2011 | São Paulo | Frankrike | Kuba      | 38 – 18  | Gruppspel    |
| 8 december 2011 | São Paulo | Brasilien | Rumänien  | 33 – 28  | Gruppspel    |
| 9 december 2011 | São Paulo | Kuba      | Japan     | 24 – 32  | Gruppspel    |
| 9 december 2011 | São Paulo | Rumänien  | Frankrike | 20 – 39  | Gruppspel    |
| 9 december 2011 | São Paulo | Brasilien | Tunisien  | 34 – 33  | Gruppspel    |

### Grupp D
Not: S = Spelade matcher, V = Vinster, O = Oavgjorda matcher, F = Förluster, GM = Gjorda mål, IM = Insläppta mål, MS = Målskillnad, P = Poäng
| Lag             | S | V | O | F | GM  | IM  | MS  | P  |
| --------------- | - | - | - | - | --- | --- | --- | -- |
| Danmark         | 5 | 5 | 0 | 0 | 148 | 78  | +70 | 10 |
| Kroatien        | 5 | 4 | 0 | 1 | 150 | 102 | +48 | 8  |
| Sverige         | 5 | 3 | 0 | 2 | 141 | 97  | +44 | 6  |
| Elfenbenskusten | 5 | 2 | 0 | 3 | 118 | 145 | −27 | 4  |
| Uruguay         | 5 | 1 | 0 | 4 | 82  | 159 | −77 | 2  |
| Argentina       | 5 | 0 | 0 | 5 | 77  | 135 | −58 | 0  |

| Datum           | Spelplats             |                 |                 | Resultat | Typ av match |
| --------------- | --------------------- | --------------- | --------------- | -------- | ------------ |
| 3 december 2011 | São Bernardo do Campo | Sverige         | Argentina       | 37 – 11  | Gruppspel    |
| 3 december 2011 | São Bernardo do Campo | Danmark         | Uruguay         | 36 – 10  | Gruppspel    |
| 3 december 2011 | São Bernardo do Campo | Kroatien        | Elfenbenskusten | 36 – 20  | Gruppspel    |
| 5 december 2011 | São Bernardo do Campo | Elfenbenskusten | Sverige         | 25 – 28  | Gruppspel    |
| 5 december 2011 | São Bernardo do Campo | Argentina       | Danmark         | 13 – 31  | Gruppspel    |
| 5 december 2011 | São Bernardo do Campo | Uruguay         | Kroatien        | 15 – 45  | Gruppspel    |
| 6 december 2011 | São Bernardo do Campo | Sverige         | Uruguay         | 31 – 14  | Gruppspel    |
| 6 december 2011 | São Bernardo do Campo | Danmark         | Kroatien        | 23 – 19  | Gruppspel    |
| 6 december 2011 | São Bernardo do Campo | Argentina       | Elfenbenskusten | 19 – 25  | Gruppspel    |
| 8 december 2011 | São Bernardo do Campo | Kroatien        | Sverige         | 27 – 26  | Gruppspel    |
| 8 december 2011 | São Bernardo do Campo | Danmark         | Elfenbenskusten | 38 – 17  | Gruppspel    |
| 8 december 2011 | São Bernardo do Campo | Uruguay         | Argentina       | 19 – 16  | Gruppspel    |
| 9 december 2011 | São Bernardo do Campo | Elfenbenskusten | Uruguay         | 31 – 24  | Gruppspel    |
| 9 december 2011 | São Bernardo do Campo | Sverige         | Danmark         | 19 – 20  | Gruppspel    |
| 9 december 2011 | São Bernardo do Campo | Kroatien        | Argentina       | 23 – 18  | Gruppspel    |

## Slutspel

### Åttondelsfinaler
| Söndag 11 december 2011 kl 17:30 (CET) | Sydkorea                                                  | 29 – 30 (13–13) rapport | Angola                                                                                | Arena Santos, Santos Publik: 600 |
| Söndag 11 december 2011 kl 17:30 (CET) | Choi 10, J.H. Jung 6 O.A. Kim 6, Woo 4 C.Y. Kim 2, Jang 1 |                         | L. Kiala 7, M. Kiala 6 Barros 5, Carlos 5 Calandula 4, Almeida 1 Bernardo 1, Viegas 1 | Arena Santos, Santos Publik: 600 |

| Söndag 11 december 2011 kl 17:30 (CET) | Ryssland | 30 – 19 (15–12) rapport | Island | Ginásio José Corrêa, Barueri Publik: 400 |
| Söndag 11 december 2011 kl 17:30 (CET) | Postnova 7, Bliznova 3 Chernoivanenko 3, Davydenko 3 Levina 3, Turei 3 Bodnieva 2, Khmyrova 2 Shipilova 2, Uskova 2 |                         | Knutsdottir 4, Palsdottir 3 P.R. Stefansdottir 3, Sigurdardottir 2 H. Skuladottir 2, Atladottir 1 Gudmundsdottir 1, Jonsdottir 1 D. Skuladottir 1, H.G. Stefansdottir 1 | Ginásio José Corrêa, Barueri Publik: 400 |

| Söndag 11 december 2011 kl 20:15 (CET) | Norge | 34 – 22 (15–11) rapport | Nederländerna                                                           | Arena Santos, Santos Publik: 700 |
| Söndag 11 december 2011 kl 20:15 (CET) | Løke 8, Kurtović 5 Sulland 5, Lunde-Borgersen 3 Nostvold 3, Snorroeggen 3 Frafjord 2, Johansen 2 Breivang 1, Herrem 1 Oftedal 1 |                         | Bont 5, van der Heijden 5 Lamein 4, Broch 3 Hilster 1, van der Wissel 1 | Arena Santos, Santos Publik: 700 |

| Söndag 11 december 2011 kl 20:15 (CET) | Montenegro | 19 – 23 (9–11) rapport | Spanien                                                                                 | Ginásio José Corrêa, Barueri Publik: 400 |
| Söndag 11 december 2011 kl 20:15 (CET) | Jovanović 5, Knezević 4 A. Bulatović 2, Mehmedović 2 Popović 2, K. Bulatović 1 Djokić 1, Miljanić 1 Radicević 1 |                        | E. Pinedo 7, Mangue 6 Martin 4, Alonso 1 Aguilar 1, Barno 1 Cuadrado 1, Elorza 1 Peña 1 | Ginásio José Corrêa, Barueri Publik: 400 |

| Måndag 12 december 2011 kl 17:30 (CET) | Sverige                                                                                                | 23 – 26 (15–12) rapport | Frankrike                                                                                         | Ginásio do Ibirapuera, São Paulo Publik: 400 |
| Måndag 12 december 2011 kl 17:30 (CET) | Gulldén 5, Torstensson 5 Wiel Fredén 4, Johansson 3 Ahlm 2, Flognman 1 Helleberg 1, Jacobsen 1 Ågren 1 |                         | Baudouin 6, Pineau 5 Lacrabere 4, Ayglon 3 Dembele 2, Kamto Njitam 2 Mendy 2, Dancette 1 Deroin 1 | Ginásio do Ibirapuera, São Paulo Publik: 400 |

| Måndag 12 december 2011 kl 17:30 (CET) | Danmark | 19 – 19 (9–11) (Förlängning: 4-3) rapport | Japan                                                                    | Ginásio Adib Moyses Dib, São Bernardo do Campo Publik: 500 |
| Måndag 12 december 2011 kl 17:30 (CET) | Troelsen 6, Larsen 3 Nørgaard 3, Burgaard 2 Fisker 2, Krogshede 2 Spellerberg 2, Bille 1 Melgaard 1, Thorsgaard 1 |                                           | Fujii 8, Kamimachi 4 Uegaki 3, Arihama 2 Hayafune 2, Ishitate 2 Yamano 1 | Ginásio Adib Moyses Dib, São Bernardo do Campo Publik: 500 |

| Måndag 12 december 2011 kl 20:15 (CET) | Rumänien                                                                    | 27 – 28 (18–15) rapport | Kroatien                                                                                             | Ginásio Adib Moyses Dib, São Bernardo do Campo Publik: 300 |
| Måndag 12 december 2011 kl 20:15 (CET) | Chirila 6, Fiera 5 Bradeanu 4, Nechita 4 Amariei 3, Manea 3 Ardean-Eliaei 2 |                         | Penezić 6, Franić 5 Zebić 4, Milanović Litre 3 Tatari 3, Gace 2 Horvat 2, Jezić 2 Pusić Koroljević 1 | Ginásio Adib Moyses Dib, São Bernardo do Campo Publik: 300 |

| Måndag 12 december 2011 kl 23:00 (CET) | Brasilien                                                                                          | 35 – 22 (15–8) rapport | Elfenbenskusten                                                                 | Ginásio do Ibirapuera, São Paulo Publik: 4 000 |
| Måndag 12 december 2011 kl 23:00 (CET) | Nascimento 10, Amorim 6 da Silva 4, Pinheiro 4 Quintino 4, Cavaleiro 3 Rocha 2, Medeiros 1 Moura 1 |                        | Mambo 8, Dosso 4 Kouyo 3, Courcelles 2 Gondo 2, Coulibaly 1 Guede 1, Karamoko 1 | Ginásio do Ibirapuera, São Paulo Publik: 4 000 |

### Kvartsfinaler
| Onsdag 14 december 2011 kl 14:45 (CET) | Ryssland | 23 – 25 (12–13) rapport | Frankrike                                                                                        | Ginásio do Ibirapuera, São Paulo Publik: 2 000 |
| Onsdag 14 december 2011 kl 14:45 (CET) | Turej 7, Postnova 4 Uskova 3, Davydenko 2 Khmyrova 2, Kuznetcova 2 Bodnieva 1, Chernoivanenko 1 Zhilinskayte 1 |                         | Lacrabere 5, Ayglon 4 Dembele 4, Baudouin 3 Kamto Njitam 3, Mendy 2 Pineau 2, Deroin 1 Spincer 1 | Ginásio do Ibirapuera, São Paulo Publik: 2 000 |

| Onsdag 14 december 2011 kl 17:30 (CET) | Angola                                                                                 | 23 – 28 (11–15) rapport | Danmark                                                                                | Ginásio do Ibirapuera, São Paulo Publik: 2 000 |
| Onsdag 14 december 2011 kl 17:30 (CET) | Carlos 7, Almeida 4 Barros 3, Calandula 3 M. Kiala 3, Fernandes 1 L. Kiala 1, Morais 1 |                         | Nørgaard 7, Troelsen 5 Burgaard 4, Bille 3 Fisker 3, Jørgensen 2 Larsen 2 Thorsgaard 2 | Ginásio do Ibirapuera, São Paulo Publik: 2 000 |

| Onsdag 14 december 2011 kl 20:15 (CET) | Kroatien                                                                                                | 25 – 30 (12–16) rapport | Norge | Ginásio do Ibirapuera, São Paulo Publik: 1 300 |
| Onsdag 14 december 2011 kl 20:15 (CET) | Penezić 4, Franić 3 Horvat 3, Lovrić 3 Petković 3, Jezić 2 Pusić Koroljević 2, Tatari 2 Zebić 2, Gace 1 |                         | Løke 8, Lunde-Borgersen 4 Sulland 4, Breivang 3 Johansen 2, Kurtovic 2 Nøstvold 2, Riegelhuth 2 Alstad 1, Herrem 1 Snorroeggen 1 | Ginásio do Ibirapuera, São Paulo Publik: 1 300 |

| Onsdag 14 december 2011 kl 23:00 (CET) | Spanien                                                                            | 27 – 26 (19–17) rapport | Brasilien                                                                                            | Ginásio do Ibirapuera, São Paulo Publik: 6 000 |
| Onsdag 14 december 2011 kl 23:00 (CET) | Martin 8, Alonso 4 Pena 4, Mangue 3 Pinedo 3, Alberto 2 Amaros 1, Barno 1 Chavez 1 |                         | Cavaleiro 7, Nascimento 7 Piedade 3, Amorim 2 da Silva 2, Rodrigues 2 Pinheiro 1, Quintino 1 Rocha 1 | Ginásio do Ibirapuera, São Paulo Publik: 6 000 |

### Semifinaler
| Fredag 16 december 2011 kl 20:15 (CET) | Frankrike | 28 – 23 (14–12) rapport | Danmark                                                                                                | Ginásio do Ibirapuera, São Paulo Publik: 1 500 |
| Fredag 16 december 2011 kl 20:15 (CET) | Lacrabere 10, Baudouin 4 Kamto Njitam 3, Ayglon 2 Deroin 2, Gnabouyou 2 Goudjo 2, Dembele 1 Mendy 1, Tervel 1 |                         | Jørgensen 7, Fisker 4 Troelsen 4, Krogshede 3 Bille 1, Larsen 1 Nørgaard 1, Spellerberg 1 Thorsgaard 1 | Ginásio do Ibirapuera, São Paulo Publik: 1 500 |

| Fredag 16 december 2011 kl 23:00 (CET) | Norge | 30 – 22 (16–9) rapport | Spanien                                                             | Ginásio do Ibirapuera, São Paulo Publik: 2 500 |
| Fredag 16 december 2011 kl 23:00 (CET) | Løke 7, Nøstvold 4 Breivang 3, Lunde-Borgersen 3 Sulland 3, Frafjord 2 Herrem 2, Johansen 2 Kurtovic 2, Riegelhuth 1 Snorroeggen 1 |                        | Aguilar 6, Martin 5 Pena 4, Alberto 2 Mangue 2, Pinedo 2 Cuadrado 1 | Ginásio do Ibirapuera, São Paulo Publik: 2 500 |

### Bronsmatch
| Söndag 18 december 2011 kl 17:30 (CET) | Danmark                                                                                                | 18 – 24 (9–9) rapport | Spanien                                                            | Ginásio do Ibirapuera, São Paulo Publik: 2.000 |
| Söndag 18 december 2011 kl 17:30 (CET) | Nørgaard 4, Burgaard 3 Krogshede 3, Bille 2 Troelsen 2, Fisker 1 Jørgensen 1, Melgaard 1 Spellerberg 1 |                       | Martin 10, Pena 4 Aguilar 3, Alberto 2 Mangue 2, Pinedo 2 Amoros 1 | Ginásio do Ibirapuera, São Paulo Publik: 2.000 |

### Final
| Söndag 18 december 2011 kl 20:15 (CET) | Frankrike                                                                                                   | 24 – 32 (13–19) rapport | Norge | Ginásio do Ibirapuera, São Paulo Publik: 4.000 |
| Söndag 18 december 2011 kl 20:15 (CET) | Mendy 4, Spincer 4 Dembele 3, Kamto Njitam 3 Baudouin 2, Bruneau 2 Deroin 2, Gnabouyou 2 Ayglon 1, Tervel 1 |                         | Lunde-Borgersen 6, Sulland 5 Kurtovic 4, Løke 4 Nøstvold 4, Breivang 2 Herrem 2, Johansen 2 Riegelhuth 2, Alstad 1 | Ginásio do Ibirapuera, São Paulo Publik: 4.000 |

| Världsmästare: Norge (andra titeln) |

### Placeringsmatcher
5:e till 8:e plats
| Fredag 16 december 2011 kl 14:45 (CET) | Ryssland | 41 – 31 (17–18) rapport | Angola | Ginásio do Ibirapuera, São Paulo Publik: 200 |
| Fredag 16 december 2011 kl 14:45 (CET) | Shipilova 6, Bliznova 5 Postnova 5, Turej 5 Chernoivanenko 4, Davydenko 4 Levina 4, Andryushina 2 Khmyrova 2, Muravjeva 2 Sen 1, Uskova 1 |                         | Calandula 5, Almeida 4 Carlos 4, L. Kiala 4 Viegas 4, Andre 2 Barros 2, Morais 2 Quitongo 2, Fernandes 1 Guialo 1 | Ginásio do Ibirapuera, São Paulo Publik: 200 |

| Fredag 16 december 2011 kl 17:30 (CET) | Kroatien                                                                                                | 31 – 32 (15–14) rapport | Brasilien                                                                      | Ginásio do Ibirapuera, São Paulo Publik: 200 |
| Fredag 16 december 2011 kl 17:30 (CET) | Penezić 10, Zebić 5 Tatari 4, Franić 3 Pusić Koroljević 3, Gace 2 Milanović Litre 2, Horvat 1 Jovetić 1 |                         | Nascimento 7, Moraes 6 Rodrigues 6, da Silva 5 Amorim 3, Piedade 3 Cavaleiro 2 | Ginásio do Ibirapuera, São Paulo Publik: 200 |

Match om 7:e plats
| Söndag 18 december 2011 kl 14:45 (CET) | Angola                                                                                | 29 – 32 (12–14) rapport | Kroatien                                                         | Ginásio do Ibirapuera, São Paulo Publik: 500 |
| Söndag 18 december 2011 kl 14:45 (CET) | Carlos 7, L. Kiala 7 Almeida 4, M. Kiala 3 Barros 2, Bernardo 2 Calandula 2, Viegas 2 |                         | Zebić 11, Franić 5 Gace 5, Milanović Litre 4 Tatari 4, Penezić 3 | Ginásio do Ibirapuera, São Paulo Publik: 500 |

Match om 5:e plats
| Söndag 18 december 2011 kl 12:00 (CET) | Ryssland | 20 – 36 (11–18) rapport | Brasilien                                                                                                  | Ginásio do Ibirapuera, São Paulo Publik: 1.500 |
| Söndag 18 december 2011 kl 12:00 (CET) | Bliznova 5, Chernoivanenko 3 Sen 3, Shipilova 2 Turej 2, Andryushina 1 Davydenko 1, Postnova 1 Uskova 1, Zhilinskayte 1 |                         | Nascimento 8, da Silva 7 Amorim 5, Diniz 4 Pinheiro 3, Bancilon 2 Cavaleiro 2, Moura 2 Quintino 2, Rocha 1 | Ginásio do Ibirapuera, São Paulo Publik: 1.500 |

## President's Cup
21:a till 24:e plats
| Söndag 11 december 2011 kl 20:15 (CET) | Kina | 45 – 11 (22-4) rapport | Australien                                                            | Ginásio do Ibirapuera, São Paulo Publik: 100 |
| Söndag 11 december 2011 kl 20:15 (CET) | C. Lan 11, Zhao 7 Y. Li 5, Y. Wu 5 Wei 4, Luan 3 Liu 2, Sha 2 Sun 2, X. Lan 1 B. Li 1, C. Wang 1 N. Wu 1 |                        | Cook 4, Boyd 2 Fletcher 1, Hudson-Gofers 1 Kelly 1, McAfee 1 Murray 1 | Ginásio do Ibirapuera, São Paulo Publik: 100 |

| Söndag 11 december 2011 kl 22:30 (CET) | Kuba | 25 – 20 (12-11) rapport | Argentina                                                                                | Ginásio do Ibirapuera, São Paulo Publik: 100 |
| Söndag 11 december 2011 kl 22:30 (CET) | Gomez Hernandez 9, Fernandez Valdez 4 Martinez Duanis 4, Lusson Miranda 3 Valera Abreus 3, Poumier Machado 2 |                         | Mendoza 4, Decilio 3 Mena 3, Bianchi 2 Ferrea 2, Romero 2 Salvado 2, Crivelli 1 Totolo 1 | Ginásio do Ibirapuera, São Paulo Publik: 100 |

Match om 23:e plats
| Måndag 12 december 2011 kl 14:45 (CET) | Australien                                                  | 12 – 30 (4-12) rapport | Argentina                                                                                    | Ginásio Adib Moyses Dib, São Bernardo do Campo Publik: 100 |
| Måndag 12 december 2011 kl 14:45 (CET) | Hudson-Gofers 4, Cook 3 Boyd 2, Kelly 1 McAfee 1, Tennant 1 |                        | Ferrea 7, Salvado 5 Decilio 4, Haro 4 Totolo 4, Mendoza 2 Romero 2, Aimone 1 Giamberardino 1 | Ginásio Adib Moyses Dib, São Bernardo do Campo Publik: 100 |

Match om 21:a plats
| Måndag 12 december 2011 kl 23:00 (CET) | Kina                                                                               | 30 – 29 (15-13) rapport | Kuba | Ginásio Adib Moyses Dib, São Bernardo do Campo Publik: 200 |
| Måndag 12 december 2011 kl 23:00 (CET) | Y. Li 8, Wei 6 Liu 4, Y. Wu 3 C. Lan 2, B. Li 2 Sun 2, C. Wang 1 S. Wang 1, Zhao 1 |                         | Lusson Miranda 10, Gomez Hernandez 9 Martinez Duanis 4, Meas Matos 2 Valera Abreus 2, Cuesta Zulueta 1 Espinosa Zamora 1 | Ginásio Adib Moyses Dib, São Bernardo do Campo Publik: 200 |

17:e till 20:e plats
| Söndag 11 december 2011 kl 14:45 (CET) | Tyskland | 37 – 14 (15-6) rapport | Kazakstan                                                                 | Ginásio do Ibirapuera, São Paulo Publik: 100 |
| Söndag 11 december 2011 kl 14:45 (CET) | Nadgornaja 6, Krause 5 Langkeit 5, Müller 5 Augsburg 4, Lörper 4 Schulze 3, Richter 2 Klein 1, Mietzner 1 Wohlbold 1 |                        | Volnukhina 6, Batujeva 2 Kulakova 2, Nikitina 2 Baranovskaja 1, Latkina 1 | Ginásio do Ibirapuera, São Paulo Publik: 100 |

| Söndag 11 december 2011 kl 17:30 (CET) | Tunisien | 34 – 17 (14-10) rapport | Uruguay                                                                              | Ginásio do Ibirapuera, São Paulo Publik: 100 |
| Söndag 11 december 2011 kl 17:30 (CET) | Elghaoui 9, Dhaouadi 5 Abdelhak 4, Chebbah 4 Khouildi 3, Bne Cheikh Ahmed 2 Jaouadi 2, Toumi 2 Daoula 1, Kilani 1 Marzouk 1 |                         | Palla 4, Castro 3 Fynn 3, Rosillo 2 Basaistegui 1, Faedo 1 Falco 1, Fleitas 1 Saiz 1 | Ginásio do Ibirapuera, São Paulo Publik: 100 |

Match om 19:e plats
| Måndag 12 december 2011 kl 14:45 (CET) | Kazakstan                                                                                         | 31 – 22 (17-9) rapport | Uruguay                                                          | Ginásio do Ibirapuera, São Paulo Publik: 100 |
| Måndag 12 december 2011 kl 14:45 (CET) | Volnukhina 12, Baranovskaja 8 Latkina 3, Kulakova 2 Nikitina 2, Sujazova 2 Batujeva 1, Klimenko 1 |                        | Castro 8, Fleitas 4 Faedo 3, Cherone 2 Fynn 2, Palla 2 Ferrari 1 | Ginásio do Ibirapuera, São Paulo Publik: 100 |

Match om 17:e plats
| Måndag 12 december 2011 kl 20:15 (CET) | Tyskland                                                                    | 33 – 25 (16-14) rapport | Tunisien                                                                           | Ginásio do Ibirapuera, São Paulo Publik: 800 |
| Måndag 12 december 2011 kl 20:15 (CET) | Nadgornaja 11, Wohlbold 8 Schulze 6, Augsburg 3 Melbeck 3, Klein 1 Müller 1 |                         | Chebbah 5, Abdelhak 4 Elghaoui 4, Marzouk 4 Daoula 3, Dhaouadi 3 Kilani 1, Toumi 1 | Ginásio do Ibirapuera, São Paulo Publik: 800 |

## Slutplaceringar
| 1  | Norge           |
| 2  | Frankrike       |
| 3  | Spanien         |
| 4  | Danmark         |
| 5  | Brasilien       |
| 6  | Ryssland        |
| 7  | Kroatien        |
| 8  | Angola          |
| 9  | Sverige         |
| 10 | Sydkorea        |
| 11 | Montenegro      |
| 12 | Island          |
| 13 | Rumänien        |
| 14 | Japan           |
| 15 | Nederländerna   |
| 16 | Elfenbenskusten |
| 17 | Tyskland        |
| 18 | Tunisien        |
| 19 | Kazakstan       |
| 20 | Uruguay         |
| 21 | Kina            |
| 22 | Kuba            |
| 23 | Argentina       |
| 24 | Australien      |

### Fotnoter
1. ↑  Team Handball News - 2011 Women’s World Championships awarded to Brazil[död länk] (8 februari 2009)
2. ↑  IHF - Applications for 2011 Men's and Women's World Championships (13 juli 2007) Arkiverad 8 juli 2009 hämtat från the Wayback Machine.
3. ↑  IHF - Awarding of the 2011 Men's and Women's World Championships: IHF Council to take the decision at its next meeting in mid-October (23 maj 2008) Arkiverad 20 december 2013 hämtat från the Wayback Machine.
4. ↑  Cofederação Brasileira de Handebol - Brasil sediará Mundial Adulto Feminino (6 februari 2009)[död länk] (portugisiska)
5. ↑  Team Handball News - 2011 Women’s World Championships awarded to Brazil (8 februari 2009)[död länk] (engelska)
6. ↑  Inför lottningen av Handbolls-VM 2011 - ihf.info (engelska) Arkiverad 28 november 2011 hämtat från the Wayback Machine.
7. ↑  Gruppindelningen efter lottningen - ihf.info (engelska) Arkiverad 28 september 2011 hämtat från the Wayback Machine.